# Boeing F-15EX Eagle II
El Boeing F-15EX Eagle II es un caza de ataque polivalente estadounidense para todo clima, derivado del McDonnell Douglas F-15E Strike Eagle.

## Diseño y desarrollo

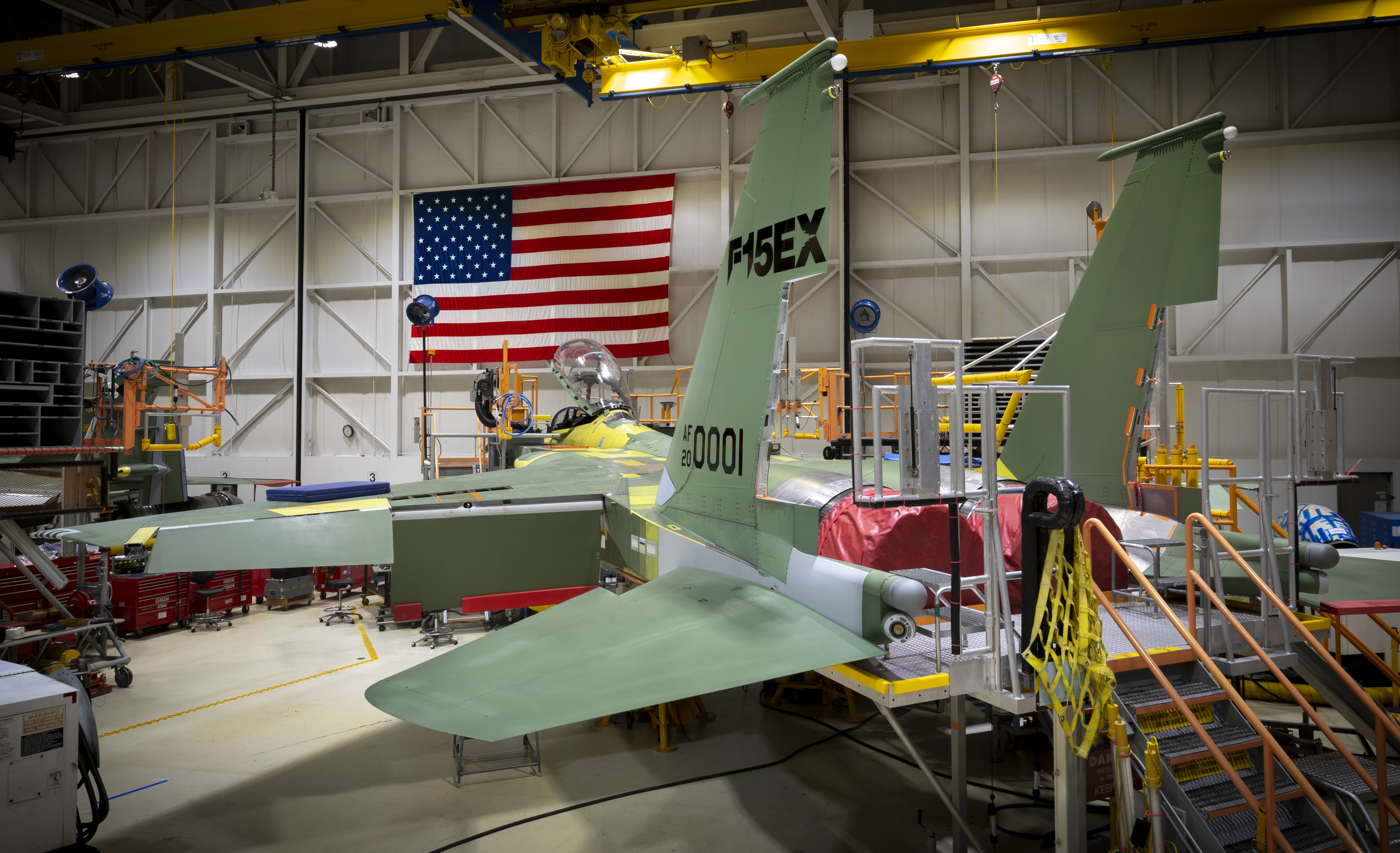
Un F-15EX en la línea de montaje, julio de 2020.

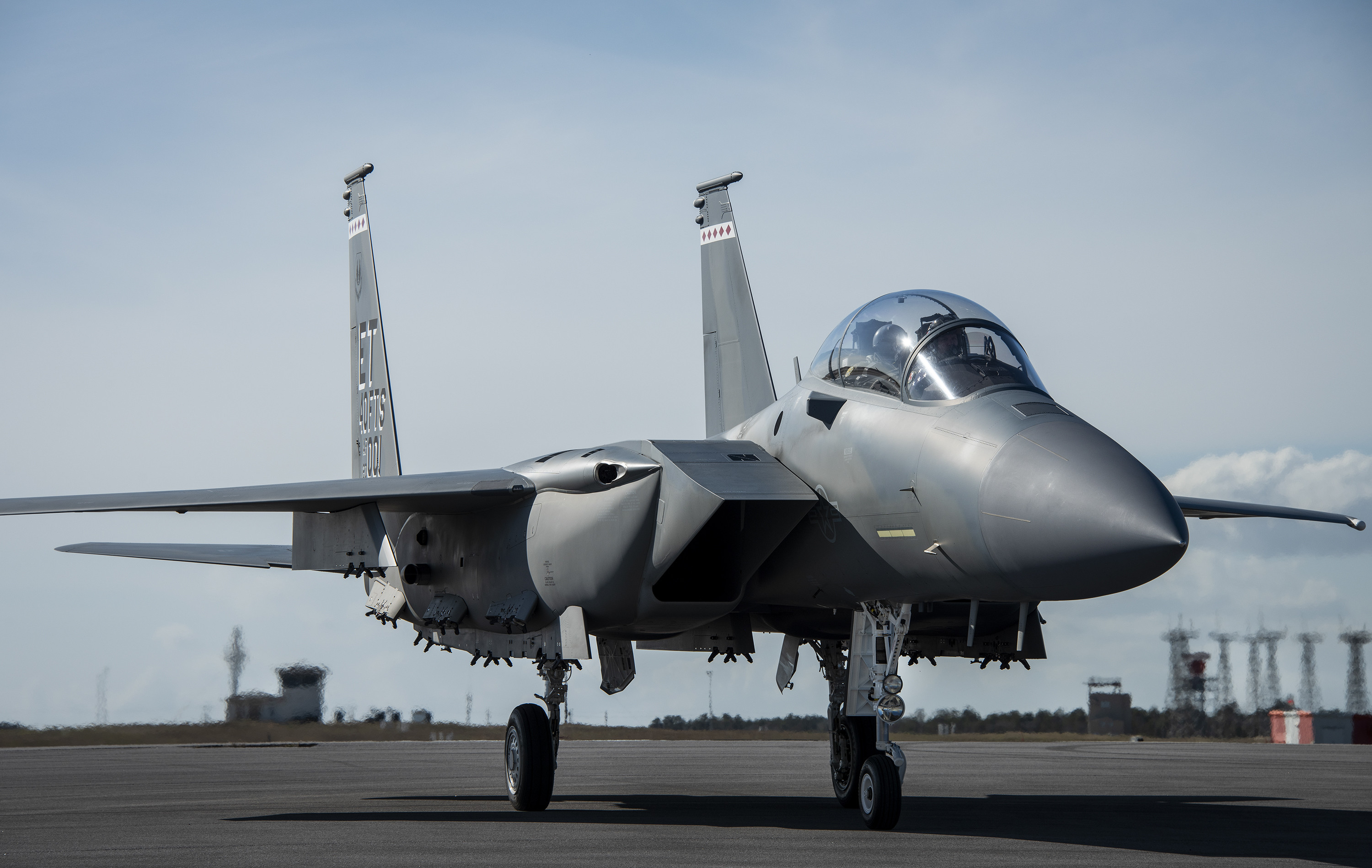
La primera entrega del F-15EX en la Base de la Fuerza Aérea de Eglin, Florida.

En 2018, la Fuerza Aérea de los Estados Unidos (USAF) y Boeing discutieron sobre el F-15X o Advanced F-15, una variante monoplaza propuesta basada en el F-15QA, para reemplazar a los F-15C/D de la USAF. Las mejoras incluían el sistema AMBER (Advanced Missile and Bomb Eyector Rack) para transportar hasta 22 misiles aire-aire, búsqueda y seguimiento por infrarrojos, equipo avanzado de aviónica y guerra electrónica, radar AESA y estructura revisada con una vida útil de 20 000 horas. Se propusieron variantes monoplaza y biplaza, denominadas F-15CX y F-15EX respectivamente, con capacidades idénticas. La USAF optó por la variante biplaza, que puede ser pilotada por un solo piloto o por un piloto y el OSM en misiones complejas y, algún día, controlar aviones de combate colaborativos. Una de las razones de esta decisión es que sólo quedaron en producción los modelos F-15 de dos asientos.
La USAF compró el F-15EX para mantener el tamaño de la flota cuando terminó la producción del F-22, el F-35 se retrasó y sus F-15 envejecieron. Aunque no se espera que sobreviva contra las defensas aéreas modernas para 2028, el F-15EX puede realizar defensas nacionales y de bases aéreas, imponer zonas de exclusión aérea contra defensas aéreas limitadas y desplegar armas de enfrentamiento. En julio de 2020, el Departamento de Defensa de los Estados Unidos encargó ocho F-15EX durante tres años por 1200 millones de dólares. En agosto de 2020, la USAF anunció planes para reemplazar a los F-15C de las unidades de la Guardia Nacional Aérea en Florida y Oregón por F-15EX. El F-15EX realizó su vuelo inaugural el 2 de febrero de 2021. El primer F-15EX se entregó a la USAF en marzo de 2021 y fue trasladado en avión a la Base de la Fuerza Aérea Eglin en Florida para realizar más pruebas.
El 7 de abril de 2021 se anunció que su nombre oficial sería Eagle II (en español: "Águila II"). El proyecto de ley de asignaciones de defensa para el año fiscal 2021 financió la adquisición del F-15EX por 1230 millones de dólares para 12 aviones, lo que eleva el total encargos a 20 aviones. The FY2021 defense appropriations bill funded F-15EX procurement at $1.23 billion for 12 aircraft, bringing total orders to 20 aircraft. En mayo de 2022, la USAF había pedido 144 F-15EX. Posteriormente, ha propuesto reducir sus pedidos a 80 ejemplares. Los primeros F-15EX operativos no recibirán depósitos de combustible conformables. El presupuesto propuesto por la Fuerza Aérea para el año fiscal 2024 incluye fondos para comprar 24 F-15EX más, lo que elevaría la flota planificada a 104 aviones. El 18 de abril de 2023, la USAF anunció que las Guardias Nacionales Aéreas de California y Luisiana reemplazarían sus flotas de F-15C/D por el F-15EX. El 25 de mayo de 2023, se anunció que la 173.ª Ala de Caza en Kingsley Field ANGB, Oregón, se convertiría en una Unidad de Entrenamiento Formal (FTU) para el F-35A, en lugar del F-15EX. El entrenamiento básico del F-15, tanto para el F-15E como para el F-15EX, se llevará a cabo en la Seymour Johnson AFB, Carolina del Norte, a partir de 2026.

## Historia operacional

### Operadores potenciales

#### Israel
La Fuerza Aérea de Israel encargó 25 cazas F-15IA y planea actualizar 25 F-15I al estándar F-15IA.

#### Indonesia
En febrero de 2022, el Departamento de Defensa de los Estados Unidos aprobó la venta de hasta 36 F-15ID y equipos relacionados con Indonesia. A 21 de noviembre de 2022, la compra planificada de F-15 por parte de Indonesia se encuentra en etapas avanzadas y a la espera de la aprobación final del Gobierno, como declaró el ministro de Defensa de Indonesia. Prabowo Subianto, después de reunirse con su homólogo estadounidense, Lloyd Austin, en Yakarta, dijo que Boeing había aceptado la oferta financiera propuesta y que confía en que el paquete sea asequible. En junio de 2023, durante una conferencia de prensa del Ministerio de Defensa, se afirmó que el contrato para el avión F-15 aún se encuentra en la etapa de discusión con el Gobierno de Estados Unidos. El 21 de agosto de 2023, Boeing y el Gobierno de Indonesia firmaron un Memorando de Entendimiento para la compra de 24 cazas F-15EX.

#### Tailandia
La Real Fuerza Aérea Tailandesa está buscando un caza polivalente para reemplazar al F-16A/B Block 15 ADF en servicio. El 31 de diciembre de 2021, el comandante en jefe de la RTAF anunció que la Fuerza Aérea se proponía comprar de 8 a 12 F-35 Lightning II en 2023. El 12 de enero de 2022, el Consejo de Ministros aprobó el primer lote de cuatro F-35A. El 22 de mayo de 2023, una fuente de la Real Fuerza Aérea Tailandesa declaró que el Departamento de Defensa de los Estados Unidos dio a entender que rechazará la oferta de Tailandia para comprar F-35A y, en su lugar, ofrecerá cazas F-16 Block 70 y F-15EX Eagle II.

## Variantes
F-15EX
Variante de dos asientos.
F-15IA
El F-15IA (Israel Advanced) es una variante de la Fuerza Aérea de Israel, basada en el F-15EX. Las Fuerzas de Defensa de Israel aprobaron el plan para adquirir 25 F-15IA de nueva construcción y actualizar 25 F-15I al estándar F-15IA en febrero de 2020.
F-15IDN
El F-15IDN (anteriormente F-15ID) es una versión de exportación propuesta del F-15EX para la Fuerza Aérea del Ejército Nacional de Indonesia. En febrero de 2022, el Departamento de Estado de Estados Unidos aprobó la venta de hasta 36 F-15ID y equipos relacionados con Indonesia por un valor de alrededor de 13 900 millones de dólares.

## Operadores
Estados Unidos
- Fuerza Aérea de los Estados Unidos: 3 entregados de los 104 previstos.[29][30]
  - Ala 53 (ACC) - Base de la Fuerza Aérea Eglin, Florida[30]
    - 85.º Escuadrón de Pruebas y Evaluación

  - Ala de pruebas 96 (AFMC) - Base de la Fuerza Aérea de Eglin, Florida[30]
    - 40.º Escuadrón de Pruebas de Vuelo

  - 142.ª Ala de Caza (ANG) - Base de la Guardia Nacional Aérea de Portland, Oregón (previsto para 2025)[31]
    - 123.º Escuadrón de Caza

  - 144.ª Ala de Caza (ANG) - Base de la Guardia Nacional Aérea de Fresno, California (planificada)[17]
    - 194.º Escuadrón de Caza

  - 159.ª Ala de Caza (ANG) - Base de Reserva Conjunta de la Estación Aérea Naval Nueva Orleans, Luisiana (planificado)[17]
    - 122.º Escuadrón de Caza

## Especificaciones (F-15EX)
Referencia datos: Air and Space Forces

### Características generales
- Tripulación: Uno o dos (piloto y Oficial de Sistemas de Combate)
- Longitud: 19,4 m (63,8 ft)
- Envergadura: 13 m (42,8 ft)
- Altura: 5,6 m (18,5 ft)
- Superficie alar: 56,5 m² (608,2 ft²)
- Perfil alar: raíz: NACA 64A006.6; punta: NACA 64A203
- Peso vacío: 14 400 kg (31 737,6 lb)
- Peso máximo al despegue: 37 000 kg (81 548 lb)
- Planta motriz: 2× turbofán con postquemador General Electric F110-GE-129.
  - Empuje normal: 76,3 kN (7781 kgf; 17 155 lbf) de empuje cada uno.
  - Empuje con postquemador: 131 kN (13 358 kgf; 29 450 lbf) [33][34] de empuje cada uno.

### Rendimiento
- Velocidad máxima operativa (Vno): 2656 km/h (1650 MPH; 1434 kt) (Mach 2,5+) a gran altura
- Alcance: 1272 km (687 nmi; 790 mi)
- Alcance en ferry: 4800 km con depósitos conformables (CFT) y tres depósitos subalaraes
- Techo de vuelo: 18 000 m (59 055 ft)
- Régimen de ascenso: 250 m/s (49 212 ft/min)
- Carga alar: 358 kg/m² (73,3 lb/ft²)
- Empuje/peso: 0,93
- Límites G: +9

### Armamento
- Cañones: 

  - 1x cañón rotativo M61 Vulcan de 20 mm, con 500 proyectiles
- Puntos de anclaje: 4 pilones subalares con 23 puntos de anclaje en total, pilones en fuselaje, soportes para bombas en los CFT con una capacidad de 13 400 kg, para cargar una combinación de:    
  - Misiles: 

    - Misiles aire-aire: 12 soportes[35]
      - AIM-9 Sidewinder
      - AIM-120 AMRAAM
      - AIM-260 JATM (para integrar)

    - Misiles aire-tierra:
      - AGM-158 JASSM[36]

### Aviónica
- Radar:
  - Raytheon AN/APG-82(V)1 AESA
- Contenedores de adquisición:
  - LANTIRN o Sniper
  - Lockheed Martin Legion IRST[37][38]
- Countramedidas:
  - BAE Systems AN/ALQ-250 Eagle Passive Active Warning Survivability System (EPAWSS) - contenedor combinado de guerra electrónica/contramedidas electrónicas[39]

## Aeronaves relacionadas

### Desarrollos relacionados
- McDonnell Douglas F-15 Eagle
- McDonnell Douglas F-15E Strike Eagle
- Mitsubishi F-15J

### Aeronaves similares
- Shenyang J-16
- Sukhoi Su-35
- Sukhoi Su-30MKI

### Secuencias de designación
- Secuencia F-_ (Cazas estadounidenses, 1962-presente): ← F-11 - F-12/C - F-14 - F-15/E/EX/J/STOL/MTD - F-16/XL/VISTA - F-17 - F-18/E/F/G →